# 케톤체
케톤체(ketone bodies)는 아세톤(acetone), 아세토아세트산(acetoacetate) 및 D-β-하이드록시부티르산(D-β-hydroxybutyrate) 등 3가지 물질의 총칭이다.
사람과 대부분의 다른 포유류의 경우에 간에서 지방산이 산화되는 과정을 통하여 만들어진 아세틸-CoA는 시트르산 회로로 들어가거나, 또는 케톤체 등으로 전환되어 다른 조직으로 운반된다. 한편 "체(body)"라는 용어는 역사적으로 잘못 붙여진 이름인데, 이 용어는 때때로 불용성 입자에 적용되지만 케톤체는 혈액과 소변에 잘 녹는다.

## 케톤체의 생성
간에서 아세토아세트산 생성의 제1단계는 아세틸-CoA 2분자의 효소적인 축합인데, 이것은 싸이올레이스(Thiolase)에 의하여 촉진된다. 즉, 이 단계는 β 산화의 마지막 단계의 단순한 역반응이다. 아세토아세틸-CoA는 다시 아세틸-CoA와 축합하여 β-하이드록시-β-메틸글루타릴-CoA(β-hydroxy-β-methylglutaryl-CoA, HMG-CoA)를 생성한다. 이것은 유리 아세토아세트산과 아세틸-CoA로 분해된다. 이와 같이 생성된 유리 아세토아세트산은 사립체 효소인 D-β-하이드록시부티르산 탈수소효소에 의하여 D-β-하이드록시부티르산으로 가역적으로 환원된다. 이 효소는 D-입체이성질체에 특이적이어서, L-β-하이드록시아실-CoA에는 작용하지 않고 β 산화 경로에서 작용하는 L-β-하이드록시아실-CoA 탈수소효소와 혼동하지 않아야 한다.
건강하고 영양 상태가 좋은 사람은 비교적 소량의 케톤체를 만든다. 예를 들어, 기아나 조절되지 않은 당뇨병에서 일어나는 것처럼 아세틸-CoA가 축적되면, 싸이올레이스가 2분자의 아세틸-CoA를 축합하여 3종류의 케톤체의 모체가 되는 아세토아세틸-CoA를 생성한다. 이 케톤체 생성 반응은 간 사립체의 바탕질에서 일어난다. 6-탄소 화합물인 β- 하이드록시-β-메틸글루타릴-CoA(HMG-CoA)는 콜레스테롤 생합성의 중간체도 되며, 그 경로에서 HMG-CoA 분해효소(HMG-CoA lyase)는 오직 사립체의 바탕질에만 존재한다.
건강한 사람에서, 아세톤은 아세토아세트산으로부터 소량이 생성되는데, 아세토아세트산이 자발적으로 또는 아세토아세트산 탈카복실기효소(acetoacetate decarboxylase)의 작용에 의하여 쉽게 카복실기가 제거되어 만들어진다. 치료를 받지 않은 당뇨병 환자에서 대량의 아세토아세트산이 생성되어 혈중 아세톤 치가 높아지며, 이것은 독성을 갖고 있다. 아세톤은 휘발성이기 때문에 호흡하는 동안 특징적인 냄새를 내며, 이것은 당뇨의 진단에 때때로 도움이 된다.

## 케톤체의 기능
간외조직에서 D-β-하이드록시부티르산이 D-β-하이드록시부티르산 탈수소효소에 의하여 아세토아세트산으로 산화된다. 아세토아세트산은 β-케토아실-CoA 전달효소(β-ketoacyl-CoA transferase, 싸이오포레이스(thiphorase)라고도 함)의 촉매 반응을 통하여, 시트르산 회로의 중간체인 석시닐-CoA로부터 CoA를 옮겨 받아 CoA(coenzyme A) 에스터로 활성화된다. 그 다음에 아세토아세틸-CoA는 싸이올레이스에 의하여 2분자의 아세틸-CoA로 분해되어 시트르산 회로로 들어간다. 이와 같은 방법으로 케톤체는 싸이오포레이스(thiophorase)가 없는 간을 제외한 모든 조직에서 연료로 사용된다. 그럼으로 간은 다른 조직을 위해 케톤체를 생산하지만, 소비하지는 않는다.
간은 케톤체의 생성과 운반에 관여하므로, 아세틸-CoA의 산화를 최소로 하면서 지방산의 산화를 계속할 수 있게 된다. 예를 들어, 시트르산 회로의 중간체들이 포도당신생성을 거쳐서 글루코오스 생합성에 이용될 때, 시트르산 회로 중간체의 산화는 줄어들고, 따라서 아세틸-CoA의 산화도 줄게 된다. 더욱이 간은 단지 한정된 양의 CoA만 함유하고 있고, 그 대부분이 아세틸-CoA에 결합되어 있을 경우, 유리 상태의 CoA가 결핍되기 때문에 지방산의 β산화는 늦어지게 된다. 케톤체의 생성과 운반은 CoA를 유리시키고 지방산의 산화가 계속 일어나게 한다.

## 케톤체의 과잉 생산
기아와 치료를 받지 않은 당뇨병은 케톤체의 과잉 생산을 초래하고, 이것은 여러 가지 의학적인 문제를 동반한다. 기아 상태에서 포도당신생합성이 글루코네오제네시스의 중간체를 고갈시켜서, 아세틸-CoA를 케톤체 생성이 일어나는 쪽으로 돌리게 된다. 치료를 받지 않은 당뇨병 환자에서 인슐린의 양이 충분치 않아 간외조직은 포도당을 연료로 사용하거나 지방으로 전환하기 위하여 혈액으로부터 효율적으로 취할 수 없다. 이러한 조건에서 말로닐-CoA (지방산 합성의 출발 물질) 양이 줄어들어 카니틴 아실기전달효소 Ι에 대한 억제가 해제되고, 지방산이 사립체로 들어가서 아세틸-CoA로 분해된다. 그러나 포도당신생성에서 기질로서 사용되어서 회로의 중간체들이 고갈되었기 때문에 아세틸-CoA가 시트르산 회로를 통하여 지나갈 수 없다. 결과적으로 아세틸-CoA가 축적되어 간외조직에서 이들을 산화시킬 수 있는 한계를 넘도록 케톤체 생산이 촉진된다. 아세토아세트산과 D-β-하이드록시부티르산의 혈중 농도가 상승하면 혈액의 pH를 낮추어 산증(acidosis)이라는 상태를 초래하게 된다. 산증이 심해지면 혼수상태를 일으키고 어떤 경우에는 사망에 이르게 된다. 치료가 안 된 당뇨병 환자는 혈액과 요의 케톤체 함량이 아주 높아질 수 있는데, 그 혈중 농도가 90mg/100mL(참고로 정상치는 3mg/100mL미만)에 이르고, 요를 통한 배설률은 5000mg/24hr(참고로 정상치는 125mg/24hr이하)에 이를 수 있다. 이러한 상태를 케톤증(ketosis)이라고 한다.
초저칼로리식이(very low-calorie diets)를 하는 사람의 경우에 주요 에너지원으로 지방조직에 저장된 지방을 사용하는데, 역시 혈액과 요의 케톤 농도가 상승할 수 있으므로 산증과 케톤산증(합쳐서 ketoacidosis)의 위험을 피하기 위하여 그 농도를 계속 관찰하여야 한다.
케토시스(케톤증: ketosis)는 혈중 케톤체가 증가된 상태입니다. 케톤체인 아세토아세트산과 β-하이드록시부티르산은 산성이 강하기 때문에, 케톤체가 혈중에 많아지면 혈액이나 체액의 pH가 산성으로 됩니다. 이렇게 케톤체가 증가하고 혈액이나 체액이 산성으로 된 상태를 케토산증(ketoacidosis)이라고 합니다.
당뇨병성 케토산증은 주로 제1형 당뇨병 환자에게 발생하고, 인슐린이 부족한 상태에서 지방대사가 항진하고 혈중 케톤체가 축적하여 산증(산성혈증)을 초래하며, 심해지면 의식장애가 오거나, 치료하지 않으면 죽음에 이릅니다. 이처럼 당뇨병의 사람은 혈액의 케톤체 농도의 상승은 당뇨병의 악화를 나타내는 기호로 알려져 있기 때문에, 케톤체는 몸에 나쁜 물질이라고 생각하는 사람이 많다고 생각합니다.

그러나 실제로는 인슐린의 기능이 정상인지 한, 케톤체는 매우 안전한 에너지 원입니다. 간세포와 적혈구(미토콘드리아가 없는)를 제외한 모든 세포에서 사용할 수 있고, 일상적으로 생산되고 있기 때문입니다. 탄수화물을 보통으로 섭취하는 사람에서 혈중 케톤체(아세트초산과 β-하이드록시부티르산 합계)의 기준치는 26~122μmol/l입니다. 단식하면 며칠 내, 혈중 케톤체는 기준치의 30~40 배나 높게 되지만, 인슐린의 작용이 유지되고 있는 한 안전합니다. 산성혈증(아시도시스)이 될 수도 있지만, 혈액의 완충 작용에 의해 정상적인 상태로 돌아갑니다. 즉, 케톤체의 상승이 무서운 것은 인슐린의 작용부족인 당뇨병의 경우에서, 당뇨병성 케토산증은 인슐린 작용의 결핍을 전제로 한 병태입니다. 금식이나 탄수화물 제한에 따른 케톤체 생산의 항진의 경우는 생리적이며, 인슐린 작용이 정상이면 아무런 문제가 없다고 말할 수 있습니다.— 후쿠다 카즈노리(일본 긴자 도쿄클리닉)

## 같이 보기
- 지방산 대사